# بر اباخیل
بر اباخیل (به انگلیسی: Bar Abakhel) یک منطقهٔ مسکونی در پاکستان است که در خیبر پختونخوا واقع شده‌است.